# Sân bay quốc tế Palm Beach
Sân bay quốc tế Palm Beach (mã sân bay IATA: PBI, mã sân bay ICAO: KPBI, mã sân bay FAA LID: PBI) là một sân bay công cộng nằm 3 hải lý (5,6 km) về phía tây của Palm Beach, tiểu bang Florida, ở West Palm Beach, Florida, và phục vụ quận Palm Beach. Sân bay này được vận hành và quản lý bởi Sở sân bay quận Palm Beach. Đường bộ dẫn đến sân bay hiện có sẵn trực tiếp từ I-95, Southern Boulevard, và Congress Avenue. Sân bay này giáp về phía tây Millitary Trail.
Sân bay quốc tế Palm Beach (KPBI) bắt đầu hoạt động vào năm 1936 như với tên gọi sân bay Morrison. Sân bay Morrison có tên trong theo cô Grace K. Morrison, một thành viên quan trọng trong quy hoạch và tổ chức của sân bay. Chuyến bay đầu tiên rời sân bay này là chuyến bay đến New York của hãng Eastern Air Lines DC-2 vào năm 1936. Sân bay đã chính thức chuyên dụng vào ngày 19 tháng 12 năm 1936.
Năm 1937, sân bay đã được mở rộng vượt ra ngoài phạm vi một sân bay nhỏ và xây dựng một tòa nhà điều hành Tổng công ty Palm Beach Aero đạt được một hợp đồng thuê, nhà chứa máy xây dựng và nhà ga đầu tiên ở phía nam của sân bay.